# Нойенкирхен (Альтес-Ланд)
Нойенкирхен (нем. Neuenkirchen) — община в Германии, в земле Нижняя Саксония.
Входит в состав района Штаде. Подчиняется управлению Люэ. Население составляет 853 человека (на 31 декабря 2010 года). Занимает площадь 8,04 км².